# サラブレッドと呼ばないで
『サラブレッドと呼ばないで』（サラブレッドとよばないで）は、原作：長谷川尚代、作画：藤野耕平による日本の柔道漫画。
『赤マルジャンプ』2001WINTERに掲載された同名の読切を元に、『週刊少年ジャンプ』誌上において2003年42号から2004年2号まで連載された。単行本はジャンプ・コミックスより全2巻。話数カウントは「#〜」。

## あらすじ
柔道のオリンピック・メダリストを両親に持つ主人公、真木大成。しかし両親や周囲からの期待とは裏腹に、大成はある一件から柔道を頑なに拒み続けていた。そんな大成にとっての一大転機。中学校入学早々にかつて父の柔道のライバルの一人だった担任教師から柔道で勝負を挑まれる事に。そして、その日を境に大成は柔道の道を歩む事になる。

## 登場人物

### 主人公とその家族と友人
真木大成
本作の主人公。両親がオリンピックの柔道のメダリストで、周囲からそのことに触れられることを嫌う。中学入学後、担任の須藤と対立後、柔道を始める。
真木悠成
大成の父親。柔道の銀メダリスト。
真木由乃
大成の母親。旧姓･柏木。同じく柔道の銅メダリスト。
真木かんな
大成の妹。
鈴木和葉
大成の幼馴染。常に大成のことを心配している優しい女の子。阪神ファンで、阪神からみになるとつい関西弁になる。

### 市立海洋中学校柔道部の面々
須藤誠一
大成のクラスの担任教師で社会科担当。柔道三段。柔道部の顧問をしており、大成からはカリアゲと呼ばれている。大成の父・悠成とは、幾度も対戦しては敗退していること、悠成の妻･由乃に想いを抱いていた由縁から大成に因縁をつける、さらには由乃にストーカーまがいの行動をし続けるなど、人間性に問題はあるものの、柔道部の顧問としては真摯な姿を見せる。悠成夫婦より一、二歳若い。
深田恭行
柔道部主将。通称・フカキョン。色黒で年齢の割には大人びて見える。両親が借金で失踪し、バイトを掛け持ちしている環境にいながら明るく気さく。柔道教室を開けるほどの実力の持ち主。須藤をカリアゲと密かに呼ぶひとり。
中村晴希
柔道部副主将。深田とは、対照的に年齢相応の風貌の持ち主。
馳 信久
柔道ジュニア選手権の金メダリスト（なお、金メダルはチョコレート）。大成の一学年先輩で柔道部所属。体格もよく、一見強そうだがジュニア選手権決勝では小学生相手にてこずった。老け顔で、中学生には見えない。大成からはハゲと呼ばれている。
宇佐美純
大成の一学年先輩で柔道部員。寝技を得意とする。馳とは親友で互いに「ジュンジュン」「ノビー」と呼び合う仲。本編に登場できず、単行本にしか登場していない。
小原 滋
大成の同学年。クールだが柔道に対しては真摯。大成にライバル視される。
前田 保
大成の同学年。柔道の経験者であると同時に空手の経験者。無口。
山口
大成の同学年。馳に絡まれていたところを大成に助けられるも失言でフイにしてしまう。しかしながら柔道部では馳とつるむことが多い。かなり調子がいい。
小野

相川

高橋

### フカキョン柔道教室の面々
源さん
柔道教室に通うホームレスの中年男性。普段は川原でテント生活。月謝はキノコなど現物で払っている。
進太郎
柔道教室の生徒。自称・エリートサラリーマン。マザコン。

### その他
小原 実
小原滋の兄。柔道の実力者だったが、事故死。
皆川
小原兄弟が通う柔道教室を開いている。
浜中 勇